# Shania Twain/Auszeichnungen für Musikverkäufe

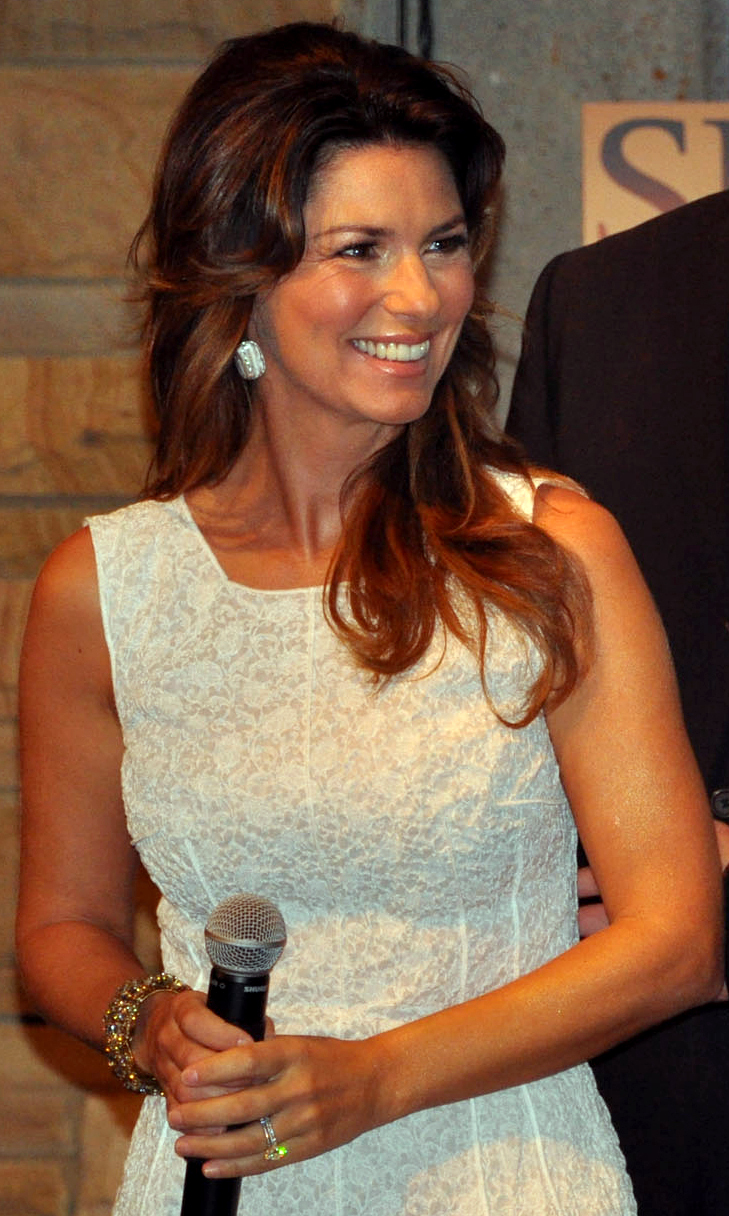
Shania Twain (2011)

Dies ist eine Übersicht über die Auszeichnungen für Musikverkäufe der kanadischen Sängerin Shania Twain. Die Auszeichnungen finden sich nach ihrer Art (Gold, Platin usw.), nach Staaten getrennt in chronologischer Reihenfolge, geordnet sowie nach den Tonträgern selbst, ebenfalls in chronologischer Reihenfolge, getrennt nach Medium (Alben, Singles usw.), wieder.

## Auszeichnungen
| - Frankreich - 2000: für die Single That Don’t Impress Me Much - Portugal - 2005: für das Album Greatest Hits - Vereinigtes Königreich - 2013: für das Album Wild and Wicked - 2013: für das Album Shania Twain - 2019: für das Lied White Christmas - 2021: für das Album Now - 2021: für die Single I’m Gonna Getcha Good! - 2023: für das Album Not Just a Girl – The Highlights - 2024: für die Single Don’t Be Stupid (You Know I Love You) - 2024: für die Single Any Man of Mine - Australien - 2002: für die Single I’m Gonna Getcha Good! - Belgien - 1999: für die Single That Don’t Impress Me Much - 2000: für die Single Man! I Feel Like a Woman! - 2002: für das Album Up! - 2008: für das Album Greatest Hits - 2024: für die Single Unhealthy - Brasilien - 1999: für das Album Come On Over - 2005: für das Album Greatest Hits - 2005: für das Videoalbum Live - 2005: für das Videoalbum Up! Live in Chicago - 2005: für das Videoalbum The Platinum Collection - 2005: für das Videoalbum The Specials - Dänemark - 2004: für das Album Greatest Hits - 2022: für die Single You’re Still the One - 2023: für die Single That Don’t Impress Me Much - 2024: für die Single Man! I Feel Like a Woman! - 2025: für die Single Unhealthy - Deutschland - 1999: für die Single That Don’t Impress Me Much - 2003: für die Single Ka-Ching! - Finnland - 1999: für das Album Come On Over - Frankreich - 1999: für die Single Man! I Feel Like a Woman! - Japan - 2001: für das Album Come On Over - 2021: für die Single Up! (Digital) - Kanada - 2023: für die Single Life’s About to Get Good - Mexiko - 2002: für das Album Come On Over - Neuseeland - 2003: für die Single I’m Gonna Getcha Good! - 2008: für das Videoalbum Up! Close And Personal - 2023: für das Album Not Just a Girl – The Highlights - Niederlande - 2003: für das Album Up! - 2023: für die Single Unhealthy - Norwegen - 1999: für die Single That Don’t Impress Me Much - Österreich - 1999: für das Album Come On Over - 1999: für die Single That Don’t Impress Me Much - 2003: für die Single Ka-Ching! - 2004: für das Album Greatest Hits - 2004: für das Videoalbum Up! Live in Chicago - Polen - 2004: für das Album Up! - 2024: für die Single Unhealthy - Spanien - 2003: für das Album Up! - 2024: für die Single Man! I Feel Like a Woman! - 2024: für die Single You’re Still the One - Uruguay - 2000: für das Album Come On Over - Vereinigte Staaten - 1995: für die Single Whose Bed Have Your Boots Been Under? - 1997: für die Single Love Gets Me Every Time - 2020: für die Single Honey, I’m Home - 2021: für die Single I’m Gonna Getcha Good! - 2023: für die Single Up! - Vereinigtes Königreich - 2013: für das Videoalbum Up! Close and Personal - 2013: für das Videoalbum Up! Live in Chicago - 2013: für das Videoalbum Live in Miami - 2022: für die Single From This Moment On - 2024: für die Single Unhealthy | - Argentinien - 1998: für das Album Come On Over - 2000: für das Album Come On Over (Remix) - Australien - 1997: für die Single (If You’re Not in It for Love) I’m Outta Here! - 1998: für die Single You’re Still the One - 1999: für die Single Man! I Feel Like a Woman! - 2004: für das Videoalbum Up! Live in Chicago - Brasilien - 2025: für das Album Love Songs - Dänemark - 2003: für das Album Up! - Deutschland - 2023: für das Album Greatest Hits - Europa - 2004: für das Album Greatest Hits - Frankreich - 2000: für das Album Come On Over - 2004: für das Album Up! - Japan - 2002: für das Album Up! - Kanada - 2017: für das Album Now - 2023: für das Album Shania Twain (Digital) - Neuseeland - 1999: für die Single From This Moment On - 2005: für das Videoalbum Up! Live in Chicago - 2021: für die Single That Don’t Impress Me Much - Österreich - 2004: für das Album Up! - Portugal - 2004: für das Album Up! - Schweden - 2005: für das Album Up! - Schweiz - 2004: für das Album Greatest Hits - Spanien - 1998: für das Album Come On Over - Vereinigte Staaten - 1996: für das Videoalbum The Woman in Me - 1998: für die Single You’re Still the One - 1999: für das Videoalbum VH1 Behind the Music: Shania Twain - 1999: für das Album Shania Twain - 1999: für das Videoalbum Live - 1999: für das Videoalbum The Complete Woman in Me Video Collection - 2004: für das Videoalbum Come On Over: Video Collection - 2004: für das Videoalbum Up! Live in Chicago - 2004: für das Videoalbum The Platinum Collection - 2004: für das Videoalbum Up! Close and Personal - 2020: für die Single That Don’t Impress Me Much - 2021: für die Single Forever and for Always - 2022: für die Single From This Moment On - 2023: für die Single Party for Two - Vereinigtes Königreich - 2000: für das Album The Woman in Me - 2020: für die Single You’re Still the One - Deutschland - 2000: für das Album Come On Over - Australien - 1998: für die Single From This Moment On - 1999: für die Single That Don’t Impress Me Much - 2003: für das Album Up! - Brasilien - 2005: für das Album Up! - Deutschland - 2004: für das Album Up! - Europa - 2003: für das Album Up! - Kanada - 1997: für das Album Shania Twain (Phyisch) - 2024: für die Single From This Moment On - Neuseeland - 2006: für das Album Greatest Hits - 2023: für die Single You’re Still the One - Vereinigte Staaten - 2011: für die Single You’re Still the One (Digital) - 2022: für die Single Any Man of Mine - Vereinigtes Königreich - 2003: für das Album Up! - 2013: für das Videoalbum The Platinum Collection - 2013: für das Videoalbum Live - 2022: für die Single That Don’t Impress Me Much - 2023: für die Single Man! I Feel Like a Woman! | - Australien - 2015: für das Album Greatest Hits - 2016: für das Album The Woman in Me - Belgien - 2007: für das Album Come On Over - Irland - 2005: für das Album Greatest Hits - Kanada - 2023: für das Album Not Just a Girl – The Highlights - 2024: für die Single That Don’t Impress Me Much - Neuseeland - 2004: für das Album Up! - 2024: für die Single Man! I Feel Like a Woman! - Norwegen - 2004: für das Album Up! - Schweden - 2000: für das Album Come On Over - Schweiz - 2000: für das Album Come On Over - 2003: für das Album Up! - Vereinigte Staaten - 2023: für die Single Man! I Feel Like a Woman! - Vereinigtes Königreich - 2019: für das Album Greatest Hits - Kanada - 2024: für die Single You’re Still the One - Südafrika - 2002: für das Album Come On Over - Vereinigte Staaten - 2008: für das Album Greatest Hits - Kanada - 2024: für die Single Any Man of Mine - Niederlande - 2002: für das Album Come On Over - Kanada - 2024: für die Single Man! I Feel Like a Woman! - Norwegen - 1999: für das Album Come On Over - Dänemark - 2018: für das Album Come On Over - Europa - 2001: für das Album Come On Over - Vereinigte Staaten - 2004: für das Album Up! - Vereinigte Staaten - 2000: für das Album The Woman in Me - Vereinigtes Königreich - 2025: für das Album Come On Over - Neuseeland - 2011: für das Album Come On Over - Australien - 2022: für das Album Come On Over - Kanada - 2023: für das Album Greatest Hits - Kanada - 1999: für das Album The Woman in Me - 2000: für das Album Come On Over - 2004: für das Album Up! - Vereinigte Staaten - 2004: für das Album Come On Over |

## Auszeichnungen nach Alben

### Shania Twain
| Land/Region                  | Auszeichnungen für Musikverkäufe (Land/Region, Auszeichnung, Verkäufe) | Verkäufe  |
| ---------------------------- | ---------------------------------------------------------------------- | --------- |
| Kanada (MC)                  | 2× Platin (Physisch) · + Platin (Digital)                              | 300.000   |
| Vereinigte Staaten (RIAA)    | Platin                                                                 | 1.000.000 |
| Vereinigtes Königreich (BPI) | Silber                                                                 | 60.000    |
| Insgesamt                    | 1× Silber · 4× Platin ·                                                | 1.360.000 |

### The Woman in Me
| Land/Region                  | Auszeichnungen für Musikverkäufe (Land/Region, Auszeichnung, Verkäufe) | Verkäufe   |
| ---------------------------- | ---------------------------------------------------------------------- | ---------- |
| Australien (ARIA)            | 3× Platin                                                              | 210.000    |
| Kanada (MC)                  | 2× Diamant                                                             | 2.000.000  |
| Vereinigte Staaten (RIAA)    | 12× Platin                                                             | 12.000.000 |
| Vereinigtes Königreich (BPI) | Platin                                                                 | 300.000    |
| Insgesamt                    | 6× Platin · 3× Diamant ·                                               | 14.510.000 |

### Come On Over
| Land/Region                  | Auszeichnungen für Musikverkäufe (Land/Region, Auszeichnung, Verkäufe) | Verkäufe    |
| ---------------------------- | ---------------------------------------------------------------------- | ----------- |
| Argentinien (CAPIF)          | Platin · + Platin (Remix)                                              | 120.000     |
| Australien (ARIA)            | 25× Platin                                                             | 1.750.000   |
| Belgien (BRMA)               | 3× Platin                                                              | (150.000)   |
| Brasilien (PMB)              | Gold                                                                   | 100.000     |
| Dänemark (IFPI)              | 7× Platin                                                              | (140.000)   |
| Deutschland (BVMI)           | 3× Gold                                                                | (750.000)   |
| Europa (IFPI)                | 7× Platin                                                              | 7.000.000   |
| Finnland (IFPI)              | Gold                                                                   | (38.958)    |
| Frankreich (SNEP)            | Platin                                                                 | (300.000)   |
| Japan (RIAJ)                 | Gold                                                                   | 100.000     |
| Kanada (MC)                  | 2× Diamant                                                             | 2.000.000   |
| Mexiko (AMPROFON)            | Gold                                                                   | 100.000     |
| Neuseeland (RMNZ)            | 21× Platin                                                             | 315.000     |
| Niederlande (NVPI)           | 5× Platin                                                              | (400.000)   |
| Norwegen (IFPI)              | 6× Platin                                                              | (300.000)   |
| Österreich (IFPI)            | Gold                                                                   | (25.000)    |
| Schweden (IFPI)              | 3× Platin                                                              | (240.000)   |
| Schweiz (IFPI)               | 3× Platin                                                              | (150.000)   |
| Spanien (Promusicae)         | Platin                                                                 | (100.000)   |
| Südafrika (RISA)             | 4× Platin                                                              | 200.000     |
| Uruguay (CUD)                | Gold                                                                   | 3.000       |
| Vereinigte Staaten (RIAA)    | 2× Diamant                                                             | 20.000.000  |
| Vereinigtes Königreich (BPI) | 12× Platin                                                             | (3.600.000) |
| Insgesamt                    | 7× Gold · 101× Platin · 4× Diamant ·                                   | 31.488.000  |

### The Complete Limelight Sessions/Wild and Wicked
| Land/Region                  | Auszeichnungen für Musikverkäufe (Land/Region, Auszeichnung, Verkäufe) | Verkäufe |
| ---------------------------- | ---------------------------------------------------------------------- | -------- |
| Vereinigtes Königreich (BPI) | Silber                                                                 | 60.000   |
| Insgesamt                    | 1× Silber ·                                                            | 60.000   |

### Up!
| Land/Region                  | Auszeichnungen für Musikverkäufe (Land/Region, Auszeichnung, Verkäufe) | Verkäufe    |
| ---------------------------- | ---------------------------------------------------------------------- | ----------- |
| Australien (ARIA)            | 2× Platin                                                              | 140.000     |
| Belgien (BRMA)               | Gold                                                                   | 25.000      |
| Brasilien (PMB)              | 2× Platin                                                              | 250.000     |
| Dänemark (IFPI)              | Platin                                                                 | 40.000      |
| Deutschland (BVMI)           | 2× Platin                                                              | 600.000     |
| Europa (IFPI)                | 2× Platin                                                              | (2.000.000) |
| Frankreich (SNEP)            | Platin                                                                 | 300.000     |
| Japan (RIAJ)                 | Platin                                                                 | 200.000     |
| Kanada (MC)                  | 2× Diamant                                                             | 2.000.000   |
| Neuseeland (RMNZ)            | 3× Platin                                                              | 45.000      |
| Niederlande (NVPI)           | Gold                                                                   | 40.000      |
| Norwegen (IFPI)              | 3× Platin                                                              | 120.000     |
| Österreich (IFPI)            | Platin                                                                 | 40.000      |
| Polen (ZPAV)                 | Gold                                                                   | 35.000      |
| Portugal (AFP)               | Platin                                                                 | 40.000      |
| Schweden (IFPI)              | Platin                                                                 | 60.000      |
| Schweiz (IFPI)               | 3× Platin                                                              | 120.000     |
| Spanien (Promusicae)         | Gold                                                                   | 50.000      |
| Vereinigte Staaten (RIAA)    | 11× Platin                                                             | 11.000.000  |
| Vereinigtes Königreich (BPI) | 2× Platin                                                              | 788.000     |
| Insgesamt                    | 4× Gold · 34× Platin · 3× Diamant ·                                    | 15.893.000  |

### Greatest Hits
| Land/Region                  | Auszeichnungen für Musikverkäufe (Land/Region, Auszeichnung, Verkäufe) | Verkäufe    |
| ---------------------------- | ---------------------------------------------------------------------- | ----------- |
| Australien (ARIA)            | 3× Platin                                                              | 210.000     |
| Belgien (BRMA)               | Gold                                                                   | 25.000      |
| Brasilien (PMB)              | Gold                                                                   | 50.000      |
| Dänemark (IFPI)              | Gold                                                                   | 20.000      |
| Deutschland (BVMI)           | Platin                                                                 | 200.000     |
| Europa (IFPI)                | Platin                                                                 | (1.000.000) |
| Irland (IRMA)                | 3× Platin                                                              | 45.000      |
| Kanada (MC)                  | Diamant                                                                | 1.000.000   |
| Neuseeland (RMNZ)            | 2× Platin                                                              | 30.000      |
| Österreich (IFPI)            | Gold                                                                   | 15.000      |
| Portugal (AFP)               | Silber                                                                 | 10.000      |
| Schweiz (IFPI)               | Platin                                                                 | 40.000      |
| Vereinigte Staaten (RIAA)    | 4× Platin                                                              | 4.000.000   |
| Vereinigtes Königreich (BPI) | 3× Platin                                                              | 900.000     |
| Insgesamt                    | 1× Silber · 4× Gold · 18× Platin · 1× Diamant ·                        | 6.545.000   |

### Now
| Land/Region                  | Auszeichnungen für Musikverkäufe (Land/Region, Auszeichnung, Verkäufe) | Verkäufe |
| ---------------------------- | ---------------------------------------------------------------------- | -------- |
| Kanada (MC)                  | Platin                                                                 | 106.000  |
| Vereinigtes Königreich (BPI) | Silber                                                                 | 60.000   |
| Insgesamt                    | 1× Silber · 1× Platin ·                                                | 166.000  |

### Not Just a Girl – The Highlights
| Land/Region                  | Auszeichnungen für Musikverkäufe (Land/Region, Auszeichnung, Verkäufe) | Verkäufe |
| ---------------------------- | ---------------------------------------------------------------------- | -------- |
| Kanada (MC)                  | 3× Platin                                                              | 240.000  |
| Neuseeland (RMNZ)            | Gold                                                                   | 7.500    |
| Vereinigtes Königreich (BPI) | Silber                                                                 | 60.000   |
| Insgesamt                    | 1× Silber · 1× Gold · 3× Platin ·                                      | 307.500  |

### Love Songs
| Land/Region     | Auszeichnungen für Musikverkäufe (Land/Region, Auszeichnung, Verkäufe) | Verkäufe |
| --------------- | ---------------------------------------------------------------------- | -------- |
| Brasilien (PMB) | Platin                                                                 | 40.000   |
| Insgesamt       | 1× Platin ·                                                            | 40.000   |

## Auszeichnungen nach Singles

### Whose Bed Have Your Boots Been Under?
| Land/Region               | Auszeichnungen für Musikverkäufe (Land/Region, Auszeichnung, Verkäufe) | Verkäufe |
| ------------------------- | ---------------------------------------------------------------------- | -------- |
| Vereinigte Staaten (RIAA) | Gold                                                                   | 500.000  |
| Insgesamt                 | 1× Gold ·                                                              | 500.000  |

### Any Man of Mine
| Land/Region                  | Auszeichnungen für Musikverkäufe (Land/Region, Auszeichnung, Verkäufe) | Verkäufe  |
| ---------------------------- | ---------------------------------------------------------------------- | --------- |
| Kanada (MC)                  | 5× Platin                                                              | 400.000   |
| Vereinigte Staaten (RIAA)    | 2× Platin                                                              | 2.000.000 |
| Vereinigtes Königreich (BPI) | Silber                                                                 | 200.000   |
| Insgesamt                    | 1× Silber · 7× Platin ·                                                | 2.600.000 |

### (If You’re Not in It for Love) I’m Outta Here!
| Land/Region       | Auszeichnungen für Musikverkäufe (Land/Region, Auszeichnung, Verkäufe) | Verkäufe |
| ----------------- | ---------------------------------------------------------------------- | -------- |
| Australien (ARIA) | Platin                                                                 | 70.000   |
| Insgesamt         | 1× Platin ·                                                            | 70.000   |

### Love Gets Me Every Time
| Land/Region               | Auszeichnungen für Musikverkäufe (Land/Region, Auszeichnung, Verkäufe) | Verkäufe  |
| ------------------------- | ---------------------------------------------------------------------- | --------- |
| Vereinigte Staaten (RIAA) | Platin                                                                 | 1.000.000 |
| Insgesamt                 | 1× Platin ·                                                            | 1.000.000 |

### Don’t Be Stupid (You Know I Love You)
| Land/Region                  | Auszeichnungen für Musikverkäufe (Land/Region, Auszeichnung, Verkäufe) | Verkäufe |
| ---------------------------- | ---------------------------------------------------------------------- | -------- |
| Vereinigtes Königreich (BPI) | Silber                                                                 | 200.000  |
| Insgesamt                    | 1× Silber ·                                                            | 200.000  |

### You’re Still the One
| Land/Region                  | Auszeichnungen für Musikverkäufe (Land/Region, Auszeichnung, Verkäufe) | Verkäufe  |
| ---------------------------- | ---------------------------------------------------------------------- | --------- |
| Australien (ARIA)            | Platin                                                                 | 70.000    |
| Dänemark (IFPI)              | Gold                                                                   | 45.000    |
| Kanada (MC)                  | 4× Platin                                                              | 320.000   |
| Neuseeland (RMNZ)            | 2× Platin                                                              | 60.000    |
| Spanien (Promusicae)         | Gold                                                                   | 30.000    |
| Vereinigte Staaten (RIAA)    | Platin (Physisch) · + 2× Platin (Digital)                              | 3.000.000 |
| Vereinigtes Königreich (BPI) | Platin                                                                 | 839.000   |
| Insgesamt                    | 2× Gold · 11× Platin ·                                                 | 4.364.000 |

### From This Moment On
| Land/Region                  | Auszeichnungen für Musikverkäufe (Land/Region, Auszeichnung, Verkäufe) | Verkäufe  |
| ---------------------------- | ---------------------------------------------------------------------- | --------- |
| Australien (ARIA)            | 2× Platin                                                              | 140.000   |
| Kanada (MC)                  | 2× Platin                                                              | 160.000   |
| Neuseeland (RMNZ)            | Platin                                                                 | 10.000    |
| Vereinigte Staaten (RIAA)    | Platin                                                                 | 1.000.000 |
| Vereinigtes Königreich (BPI) | Gold                                                                   | 400.000   |
| Insgesamt                    | 1× Gold · 6× Platin ·                                                  | 1.710.000 |

### Honey, I’m Home
| Land/Region               | Auszeichnungen für Musikverkäufe (Land/Region, Auszeichnung, Verkäufe) | Verkäufe |
| ------------------------- | ---------------------------------------------------------------------- | -------- |
| Vereinigte Staaten (RIAA) | Gold                                                                   | 500.000  |
| Insgesamt                 | 1× Gold ·                                                              | 500.000  |

### That Don’t Impress Me Much
| Land/Region                  | Auszeichnungen für Musikverkäufe (Land/Region, Auszeichnung, Verkäufe) | Verkäufe  |
| ---------------------------- | ---------------------------------------------------------------------- | --------- |
| Australien (ARIA)            | 2× Platin                                                              | 140.000   |
| Belgien (BRMA)               | Gold                                                                   | 25.000    |
| Dänemark (IFPI)              | Gold                                                                   | 45.000    |
| Deutschland (BVMI)           | Gold                                                                   | 250.000   |
| Frankreich (SNEP)            | Silber                                                                 | 125.000   |
| Kanada (MC)                  | 3× Platin                                                              | 240.000   |
| Neuseeland (RMNZ)            | Platin                                                                 | 30.000    |
| Norwegen (IFPI)              | Gold                                                                   | 10.000    |
| Österreich (IFPI)            | Gold                                                                   | 25.000    |
| Vereinigte Staaten (RIAA)    | Platin                                                                 | 1.000.000 |
| Vereinigtes Königreich (BPI) | 2× Platin                                                              | 1.300.000 |
| Insgesamt                    | 1× Silber · 5× Gold · 9× Platin ·                                      | 3.090.000 |

### Man! I Feel Like a Woman!
| Land/Region                  | Auszeichnungen für Musikverkäufe (Land/Region, Auszeichnung, Verkäufe) | Verkäufe  |
| ---------------------------- | ---------------------------------------------------------------------- | --------- |
| Australien (ARIA)            | Platin                                                                 | 70.000    |
| Belgien (BRMA)               | Gold                                                                   | 25.000    |
| Dänemark (IFPI)              | Gold                                                                   | 45.000    |
| Frankreich (SNEP)            | Gold                                                                   | 250.000   |
| Kanada (MC)                  | 6× Platin                                                              | 480.000   |
| Neuseeland (RMNZ)            | 3× Platin                                                              | 90.000    |
| Spanien (Promusicae)         | Gold                                                                   | 30.000    |
| Vereinigte Staaten (RIAA)    | 3× Platin                                                              | 3.000.000 |
| Vereinigtes Königreich (BPI) | 2× Platin                                                              | 1.200.000 |
| Insgesamt                    | 4× Gold · 15× Platin ·                                                 | 5.190.000 |

### I’m Gonna Getcha Good!
| Land/Region                  | Auszeichnungen für Musikverkäufe (Land/Region, Auszeichnung, Verkäufe) | Verkäufe |
| ---------------------------- | ---------------------------------------------------------------------- | -------- |
| Australien (ARIA)            | Gold                                                                   | 35.000   |
| Neuseeland (RMNZ)            | Gold                                                                   | 5.000    |
| Vereinigte Staaten (RIAA)    | Gold                                                                   | 500.000  |
| Vereinigtes Königreich (BPI) | Silber                                                                 | 200.000  |
| Insgesamt                    | 1× Silber · 3× Gold ·                                                  | 740.000  |

### Up!
| Land/Region               | Auszeichnungen für Musikverkäufe (Land/Region, Auszeichnung, Verkäufe) | Verkäufe |
| ------------------------- | ---------------------------------------------------------------------- | -------- |
| Japan (RIAJ)              | Gold                                                                   | 100.000  |
| Vereinigte Staaten (RIAA) | Gold                                                                   | 500.000  |
| Insgesamt                 | 2× Gold ·                                                              | 600.000  |

### Ka-Ching!
| Land/Region        | Auszeichnungen für Musikverkäufe (Land/Region, Auszeichnung, Verkäufe) | Verkäufe |
| ------------------ | ---------------------------------------------------------------------- | -------- |
| Deutschland (BVMI) | Gold                                                                   | 150.000  |
| Österreich (IFPI)  | Gold                                                                   | 15.000   |
| Insgesamt          | 2× Gold ·                                                              | 165.000  |

### Forever and for Always
| Land/Region               | Auszeichnungen für Musikverkäufe (Land/Region, Auszeichnung, Verkäufe) | Verkäufe  |
| ------------------------- | ---------------------------------------------------------------------- | --------- |
| Vereinigte Staaten (RIAA) | Platin                                                                 | 1.000.000 |
| Insgesamt                 | 1× Platin ·                                                            | 1.000.000 |

### Party for Two
| Land/Region               | Auszeichnungen für Musikverkäufe (Land/Region, Auszeichnung, Verkäufe) | Verkäufe  |
| ------------------------- | ---------------------------------------------------------------------- | --------- |
| Vereinigte Staaten (RIAA) | Platin                                                                 | 1.000.000 |
| Insgesamt                 | 1× Platin ·                                                            | 1.000.000 |

### Life’s About to Get Good
| Land/Region | Auszeichnungen für Musikverkäufe (Land/Region, Auszeichnung, Verkäufe) | Verkäufe |
| ----------- | ---------------------------------------------------------------------- | -------- |
| Kanada (MC) | Gold                                                                   | 40.000   |
| Insgesamt   | 1× Gold ·                                                              | 40.000   |

### Unhealthy
| Land/Region                  | Auszeichnungen für Musikverkäufe (Land/Region, Auszeichnung, Verkäufe) | Verkäufe |
| ---------------------------- | ---------------------------------------------------------------------- | -------- |
| Belgien (BRMA)               | Gold                                                                   | 20.000   |
| Dänemark (IFPI)              | Gold                                                                   | 45.000   |
| Niederlande (NVPI)           | Gold                                                                   | 40.000   |
| Polen (ZPAV)                 | Gold                                                                   | 25.000   |
| Vereinigtes Königreich (BPI) | Gold                                                                   | 400.000  |
| Insgesamt                    | 5× Gold ·                                                              | 530.000  |

## Auszeichnungen nach Liedern

### White Christmas
| Land/Region                  | Auszeichnungen für Musikverkäufe (Land/Region, Auszeichnung, Verkäufe) | Verkäufe |
| ---------------------------- | ---------------------------------------------------------------------- | -------- |
| Vereinigtes Königreich (BPI) | Gold                                                                   | 400.000  |
| Insgesamt                    | 1× Gold ·                                                              | 400.000  |

## Auszeichnungen nach Videoalben

### The Woman in Me
| Land/Region               | Auszeichnungen für Musikverkäufe (Land/Region, Auszeichnung, Verkäufe) | Verkäufe |
| ------------------------- | ---------------------------------------------------------------------- | -------- |
| Vereinigte Staaten (RIAA) | Platin                                                                 | 100.000  |
| Insgesamt                 | 1× Platin ·                                                            | 100.000  |

### The Complete Woman in Me Video Collection
| Land/Region               | Auszeichnungen für Musikverkäufe (Land/Region, Auszeichnung, Verkäufe) | Verkäufe |
| ------------------------- | ---------------------------------------------------------------------- | -------- |
| Vereinigte Staaten (RIAA) | Platin                                                                 | 100.000  |
| Insgesamt                 | 1× Platin ·                                                            | 100.000  |

### VH1 Behind the Music: Shania Twain
| Land/Region               | Auszeichnungen für Musikverkäufe (Land/Region, Auszeichnung, Verkäufe) | Verkäufe |
| ------------------------- | ---------------------------------------------------------------------- | -------- |
| Vereinigte Staaten (RIAA) | Platin                                                                 | 100.000  |
| Insgesamt                 | 1× Platin ·                                                            | 100.000  |

### Live
| Land/Region                  | Auszeichnungen für Musikverkäufe (Land/Region, Auszeichnung, Verkäufe) | Verkäufe |
| ---------------------------- | ---------------------------------------------------------------------- | -------- |
| Brasilien (PMB)              | Gold                                                                   | 25.000   |
| Vereinigtes Königreich (BPI) | 2× Platin                                                              | 100.000  |
| Vereinigte Staaten (RIAA)    | Platin                                                                 | 100.000  |
| Insgesamt                    | 1× Gold · 3× Platin ·                                                  | 225.000  |

### Come On Over: Video Collection
| Land/Region               | Auszeichnungen für Musikverkäufe (Land/Region, Auszeichnung, Verkäufe) | Verkäufe |
| ------------------------- | ---------------------------------------------------------------------- | -------- |
| Vereinigte Staaten (RIAA) | Platin                                                                 | 100.000  |
| Insgesamt                 | 1× Platin ·                                                            | 100.000  |

### The Platinum Collection
| Land/Region                  | Auszeichnungen für Musikverkäufe (Land/Region, Auszeichnung, Verkäufe) | Verkäufe |
| ---------------------------- | ---------------------------------------------------------------------- | -------- |
| Brasilien (PMB)              | Gold                                                                   | 25.000   |
| Vereinigte Staaten (RIAA)    | Platin                                                                 | 100.000  |
| Vereinigtes Königreich (BPI) | 2× Platin                                                              | 100.000  |
| Insgesamt                    | 1× Gold · 3× Platin ·                                                  | 225.000  |

### The Specials
| Land/Region     | Auszeichnungen für Musikverkäufe (Land/Region, Auszeichnung, Verkäufe) | Verkäufe |
| --------------- | ---------------------------------------------------------------------- | -------- |
| Brasilien (PMB) | Gold                                                                   | 25.000   |
| Insgesamt       | 1× Gold ·                                                              | 25.000   |

### Up! Live in Chicago
| Land/Region                  | Auszeichnungen für Musikverkäufe (Land/Region, Auszeichnung, Verkäufe) | Verkäufe |
| ---------------------------- | ---------------------------------------------------------------------- | -------- |
| Australien (ARIA)            | Platin                                                                 | 15.000   |
| Brasilien (PMB)              | Gold                                                                   | 25.000   |
| Neuseeland (RMNZ)            | Platin                                                                 | 5.000    |
| Österreich (IFPI)            | Gold                                                                   | 5.000    |
| Vereinigte Staaten (RIAA)    | Platin                                                                 | 100.000  |
| Vereinigtes Königreich (BPI) | Gold                                                                   | 25.000   |
| Insgesamt                    | 3× Gold · 3× Platin ·                                                  | 175.000  |

### Up! Close and Personal
| Land/Region                  | Auszeichnungen für Musikverkäufe (Land/Region, Auszeichnung, Verkäufe) | Verkäufe |
| ---------------------------- | ---------------------------------------------------------------------- | -------- |
| Neuseeland (RMNZ)            | Gold                                                                   | 2.500    |
| Vereinigte Staaten (RIAA)    | Platin                                                                 | 100.000  |
| Vereinigtes Königreich (BPI) | Gold                                                                   | 25.000   |
| Insgesamt                    | 2× Gold · 1× Platin ·                                                  | 127.500  |

## Statistik und Quellen
| Land/RegionAuszeichnungen für Musikverkäufe (Land/Region, Auszeichnungen, Verkäufe, Quellen) | Silber     | Gold       | Platin         | Diamant       | Verkäufe     | Quellen                                                     |
| -------------------------------------------------------------------------------------------- | ---------- | ---------- | -------------- | ------------- | ------------ | ----------------------------------------------------------- |
| Argentinien (CAPIF)                                                                          | —          | —          | 2× Platin2     | —             | 120.000      | capif.org.ar (Memento vom 6. Juli 2011 im Internet Archive) |
| Australien (ARIA)                                                                            | —          | Gold1      | 41× Platin41   | —             | 2.850.000    | aria.com.au                                                 |
| Belgien (BRMA)                                                                               | —          | 5× Gold5   | 3× Platin3     | —             | 270.000      | ultratop.be                                                 |
| Brasilien (PMB)                                                                              | —          | 6× Gold6   | 3× Platin3     | —             | 540.000      | pro-musicabr.org.br                                         |
| Dänemark (IFPI)                                                                              | —          | 5× Gold5   | 8× Platin8     | —             | 380.000      | ifpi.dk                                                     |
| Deutschland (BVMI)                                                                           | —          | 3× Gold3   | 4× Platin4     | —             | 1.950.000    | musikindustrie.de                                           |
| Europa (IFPI)                                                                                | —          | —          | 10× Platin10   | —             | (10.000.000) | ifpi.org (Memento vom 1. Januar 2014 im Internet Archive)   |
| Finnland (IFPI)                                                                              | —          | Gold1      | —              | —             | 38.958       | ifpi.fi                                                     |
| Frankreich (SNEP)                                                                            | Silber1    | Gold1      | 2× Platin2     | —             | 975.000      | infodisc.fr                                                 |
| Irland (IRMA)                                                                                | —          | —          | 3× Platin3     | —             | 45.000       | irishcharts.ie                                              |
| Japan (RIAJ)                                                                                 | —          | 2× Gold2   | Platin1        | —             | 400.000      | riaj.or.jp JP2                                              |
| Kanada (MC)                                                                                  | —          | Gold1      | 27× Platin27   | 7× Diamant7   | 9.286.000    | musiccanada.com                                             |
| Mexiko (AMPROFON)                                                                            | —          | Gold1      | —              | —             | 100.000      | amprofon.com.mx                                             |
| Neuseeland (RMNZ)                                                                            | —          | 3× Gold3   | 34× Platin34   | —             | 600.000      | aotearoamusiccharts.co.nz NZ2 NZ3                           |
| Niederlande (NVPI)                                                                           | —          | 2× Gold2   | 5× Platin5     | —             | 480.000      | nvpi.nl                                                     |
| Norwegen (IFPI)                                                                              | —          | Gold1      | 9× Platin9     | —             | 360.000      | ifpi.no (Memento vom 5. November 2012 im Internet Archive)  |
| Österreich (IFPI)                                                                            | —          | 5× Gold5   | Platin1        | —             | 125.000      | ifpi.at                                                     |
| Polen (ZPAV)                                                                                 | —          | 2× Gold2   | —              | —             | 60.000       | olis.pl                                                     |
| Portugal (AFP)                                                                               | Silber1    | —          | Platin1        | —             | 50.000       | Einzelnachweise                                             |
| Schweden (IFPI)                                                                              | —          | —          | 4× Platin4     | —             | 300.000      | sverigetopplistan.se                                        |
| Schweiz (IFPI)                                                                               | —          | —          | 7× Platin7     | —             | 310.000      | hitparade.ch                                                |
| Spanien (Promusicae)                                                                         | —          | 3× Gold3   | Platin1        | —             | 210.000      | elportaldemusica.es                                         |
| Südafrika (RISA)                                                                             | —          | —          | 4× Platin4     | —             | 200.000      | mi2n.com                                                    |
| Uruguay (CUD)                                                                                | —          | Gold1      | —              | —             | 3.000        | cudisco.org                                                 |
| Vereinigte Staaten (RIAA)                                                                    | —          | 5× Gold5   | 28× Platin28   | 4× Diamant4   | 63.800.000   | riaa.com                                                    |
| Vereinigtes Königreich (BPI)                                                                 | 7× Silber7 | 6× Gold6   | 27× Platin27   | —             | 11.157.000   | bpi.co.uk                                                   |
| Insgesamt                                                                                    | 9× Silber9 | 54× Gold54 | 225× Platin225 | 11× Diamant11 |              |                                                             |